# Mannschaftsmeisterschaft in Judo 1953
Die Mannschaftsmeisterschaft 1953 ermittelte zum 3. Mal den Österreichischen Mannschaftsmeisters im Judo. Sie wurde vom Österreichischen Amateur Judo Verbandes ausgetragen. Sieger war zum 1. Mal der Vereinsgeschichte der PSV Wien.

## Abschlusstabelle
| Position | Mannschaft | Stadt | Quelle |
| -------- | ---------- | ----- | ------ |
| 1        | PSV Wien   | Wien  | [ 3 ]  |

Stand: 2025-01-05